# 子房

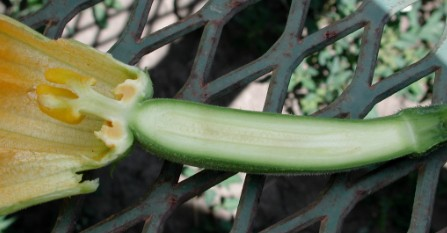
一种瓜的花剖面，显示雌蕊和下位子房

子房是被子植物生长种子的器官，为一中空结构，位于雌花器的花柱下方，一般略为膨大。子房内由心皮围成的空腔叫子房室，一个子房可具有一个或多个子房室，每室内含有一至多个胚珠，胚珠受精后可以发育为种子。
受精后，胚珠发育成种子，子房壁最后发育成果皮，包裹种子，有的种类形成果肉，如桃、苹果等。
子房的組成單元是心皮，被子植物的子房由1至多個心皮所組成。由一个心皮构成的雌蕊称单雌蕊，其子房只有一室；由多个心皮构成的雌蕊称複雌蕊或合心皮雌蕊，多心皮（2個以上的心皮癒合）的子房常有多室，其室数与合生的心皮数相当，每一室内可以有一个或多个胚珠（成熟後發育成种子）。這些胚珠在子房中的著生位置稱之為胎座，不同的著生類型稱為胎座型。

## 根据位置分类

I：上位子房，II：半下位（中位）子房，III：下位子房。a：雄花器，g：雌花器，p：花瓣，s：萼片，r：花托

着生点是花被与雄花器聚集且附着在花托的地方；根据子房与着生点的相对高低，可将子房分类：
- 上位子房：子房在着生点之上；花托稍突出，子房位置最高，子房只以底部和花托相连
- 半下位（中位）子房：子房中央高度与着生点等高；子房下半部被花托环绕或与花托愈合
- 下位子房：子房在着生点之下；花托呈杯状或筒状而包围贴合整个子房，子房完全埋入花托筒中[1]